# The Perfect General
《The Perfect General》是White Wolf Productions开发，Quantum Quality Productions于1991年发行战争游戏。
游戏截至1993年6月售出7.5万套。《Computer Gaming World》1992年的评论称游戏系统很棒，人工智能一般但适合双人对战。